# Аркаде
Аркаде (італ. Arcade, вен. Arcade) — муніципалітет в Італії, у регіоні Венето, провінція Тревізо.
Аркаде розташоване на відстані близько 440 км на північ від Рима, 38 км на північ від Венеції, 12 км на північ від Тревізо.
Населення — 4471 особа (2014).
Щорічний фестиваль відбувається 10 серпня. Покровитель — святий мученик Лаврентій.

## Демографія
Населення за роками:

Станом на 1 січня 2023 року в муніципалітеті офіційно проживали 422 іноземці з 37 країн, серед них 97 громадян країн Євросоюзу та 21 громадянин України.

## Сусідні муніципалітети
- Джавера-дель-Монтелло
- Нервеза-делла-Батталья
- Повельяно
- Спрезіано
- Віллорба